# Aletta Bezuidenhout
Aletta Bezuidenhout (Nairobi, 17 de mayo de 1949-13 de febrero de 2024 ) fue una actriz y dramaturga sudafricana-keniana.
Estudió y se graduó con una licenciatura en teatro en la Universidad de Ciudad del Cabo.

## Filmografía
- 1976, Sufren niños pequeños...
- 1979, Weerskant die Nag
- 1980, El rey y la rebelde
- 1980, Sam y Sally
- 1981, puerta oeste
- 1982, Puerta Oeste II
- 1982, La dama con las kamelias
- 1983, Mi país mi sombrero
- 1986, Más espesa que el agua
- 1990, En el cable
- 1991, Comprometido
- 1992, El buen fascista
- 1993, El anillo del sonido II
- 1993, Djadje
- 1995, Simenon
- 1997, Paljas
- 2001, Lied van die Lappop
- 2001, Sangre Pura
- 2004, En mi país
- 2004, Espada de Xanten
- 2005, Charlie Jade Cleo
- 2005, Dioses conocidos
- 2006, Orión
- 2001, Cuchara
- 2012, Cárcel César